# 스타사관학교
《스타사관학교》는 2009년에 SBS funE에서 방송된 스타 육성 서바이벌 프로그램이다. 박영진이 우승을 차지했다.